# Marcel Tyberg
Marcel Tyberg (27. ledna 1893 Vídeň – 31. prosince 1944 koncentrační tábor Auschwitz-Birkenau) byl rakouský hudební skladatel.

## Život
Skladatelův otec Marcell Tyberg byl známý vídeňský houslista, matka Wanda Paltingerová Tybergova byla klavíristka. Rodina se přítelila s Janem Kubelíkem; Marcel Tyberg jeho dcerám později věnoval několik svých písní a přítelil se i s Rafaelem Kubelíkem, který byl asi o 20 let mladší.
O Tybergově hudebním vzdělání se mnoho neví, zřejmě studoval na vídeňské hudební univerzitě Musikakademie Wien. Roku 1920 vznikla 1. klavírní sonáta, 1924 Tybergova 1. symfonie. Později se rodina přestěhovala do Opatije u Jaderského moře. Otec i syn Tybergovi často společně vystupovali s tamním symfonickým orchestrem, Marcel někdy i jako dirigent.
Marcel Tyberg žil po otcově smrti (1927) s matkou v chudobě a hrál na varhany v okolních kostelech, učil harmonii a skládal pod pseudonymem Till Bergmar taneční hudbu. Vznikla však i díla jako 2. symfonie (1931, v témže roce ji Rafael Kubelík premiéroval s Českou filharmonií), 2. klavírní sonáta (1935) a 3. symfonie (1943), kromě toho mše a komorní hudba. Tyberg rovněž napsal závěr  Schubertovy Nedokončené, asi pro mezinárodní schubertovskou soutěž roku 1928. Občas vystupoval i jako klavírista a dirigent.
Roku 1944 byl Tyberg zatčen pro židovský původ; Židem přitom byl pouze jeho děd. (V té  době byla oblast jeho bydliště pod německou vojenskou správou v rámci tzv. Operační zóny jaderské pobřeží.) Přes koncentrační tábor San Sabba byl odeslán do Osvětimi do vyhlazovacího tábora Auschwitz-Birkenau (Osvětim-Březinka), kde byl zavražděn.
Pomocí spřátelené rodiny Mihichovy se rukopisy Tybergových skladeb dostaly do USA. Roku 2008 uvedl orchestr Buffalo Philharmonic Orchestra pod vedením JoAnn Fallettové premiéru Tybergovy 3. symfonie, připomínající pozdně romantickým laděním hudbu Antona Brucknera a Gustava Mahlera. Nahrávku spolu s Tybergovým Klavírním triem roku 2010 uveřejnila na CD značka Naxos.